# 髙野恭二
髙野 恭二（たかの きょうじ、1996年10月25日 - ）は、日本のラグビー選手。ジャパンラグビーリーグワン日野レッドドルフィンズに所属する。

## プロフィール
- 福岡県出身[1]。
- ポジションはフルバック (FB)。
- 身長 174 cm、体重 84 kg
- ニックネームはキョウジ。

## 来歴
北九州市の鞘ヶ谷ラグビースクール出身。2015年、東福岡高等学校を卒業後、青山学院大学経営学部に入学。 青山学院大学ラグビー部では主将を務めた。2019年、青山学院大学卒業後、宗像サニックスブルースに加入。
2020年1月19日にジャパンラグビートップリーグ第2節リコーブラックラムズ戦に先発出場で公式戦初出場を果たす。
2022年、ルリーロ福岡選手スコッドに選ばれた。
2023年、日野レッドドルフィンズに加入。